# Сысоева, Марина (легкоатлетка)
Марина Сысоева (род. 3 июня 1959, Фрунзе) — советская легкоатлетка, выступавшая в прыжках в высоту. Участница летних Олимпийских игр 1980 года.

## Биография
Марина Сысоева родилась 3 июня 1959 года в городе Фрунзе (сейчас Бишкек в Кыргызстане).
Выступала в легкоатлетических соревнованиях за Фрунзе. Тренировалась под началом Анатолия Богуля. По итогам 1975 года наряду с Галиной Жило (род. 1958) из Душанбе и Жанной Федерлянд (род. 1960) из Запорожья была лучшей среди юных прыгуний в высоту, показав результат 1,78 метра.
Трижды становилась призёром чемпионата СССР в помещении: завоевала серебряную медаль в 1979 году с результатом 1,91, бронзовые в 1980 (1,86) и 1983 (1,88) годах.
За три недели до выступления на Олимпиаде установила личный рекорд на Мемориале братьев Знаменских в Москве, прыгнув на 1,93 метра.
В 1980 году вошла в состав сборной СССР на летних Олимпийских играх в Москве. В квалификации прыжков в длину поделила 1-4-е места, показав результат 1,88 метра. В финале заняла 5-е место с результатом 1,91, уступив 6 сантиметров завоевавшей золото Саре Симеони из Италии.
Дважды участвовала в летних Универсиадах. В 1979 году в Мехико заняла 9-е место (1,80), уступив 14 сантиметров завоевавшей золото Андреа Матай из Венгрии, в 1983 году в Эдмонтоне — 4-е (1,90), проиграв 8 сантиметров победительнице Тамаре Быковой из СССР.

## Личный рекорд
- Прыжки в высоту — 1,93 (5 июля 1980, Москва)[6][7]
- Прыжки в высоту (в помещении) — 1,91 (12 февраля 1979, Минск)[4]

## Увековечение
Имя Марины Сысоевой внесено в историческую книгу Международной ассоциации легкоатлетических федераций.